# IEEE 1355
IEEE 1355 ist eine Norm der IEEE, der den Aufbau von Datennetzwerken beschreibt. Diese Datennetzwerke sollen unter anderem leicht aufzubauen und zu verändern sein, dabei aber hohe Leistungen zu günstigen Preisen erbringen.

## Definition und Entstehung
Der Titel des Standards lautet im Original: IEEE Standard for Heterogeneous InterConnect (HIC) (Low-Cost, Low-Latency Scalable Serial Interconnect for Parallel System Construction)
Übersetzt bedeutet er: IEEE Norm für heterogene Verbindungen (Serielle Verbindungen mit geringer Laufzeit bei niedrigen Kosten für den Aufbau paralleler Systeme)
Die Norm wurde am 21. September 1995 freigegeben.

## Eigenschaften
Eine Auswahl der Eigenschaften ist:
- Niedrige Laufzeiten durch Einsatz primitiver Logikbausteine
- Hohe Störsicherheit durch Verwendung symmetrischer elektrischer Übertragungsstrecken bzw. Faseroptik
- Aufbau aus Punkt-zu-Punkt-Verbindungen zwischen je zwei VLSI-Geräten.
- Paketorientiert